# Pyro (canção)
"Pyro" é uma canção da banda norte-americana de rock Kings of Leon e é o segundo single do álbum Come Around Sundown de 2010.
A canção, junto com um videoclipe, estreou em 9 de dezembro de 2010 no Website da banda e no canal deles no Youtube. 

## Inspiração
De acordo com songfacts.com, Caleb Followill explicou sobre a inspiração original para esta música: "Eu tinha realmente escrito alguns versos porque eu estava assistindo esta peça sobre esses cristãos radicais que vivem nas montanhas e de alguma forma o FBI se envolveu e praticamente passou e os matou [presumivelmente uma referência ao Ruby Ridge], e assim eu comecei a escrever sobre isso e sobre um cara que estava meio que farto de tudo e ele pensou que o mundo que ele estava vivendo não era o perfeito. É apenas uma daquelas canções em que ela começa com alguém que pensa que as pessoas sabem como é suposto ser, e no final é como, 'eu não posso ser assim'".

## Vídeo da música
O vídeo da música para a canção estreou em 9 de dezembro de 2010. Ela retrata uma cena de luta em bar e foi realizada por atores. O vídeo é em câmera lenta. No final do vídeo, todos flutuam no teto, exceto a banda, que estão tocando como uma banda de concerto e eles estão tocando seus instrumentos ao lado das mesas ao sentar-se em cadeiras. Sua canção de 2004 "Four Kicks" foi filmada no mesmo estúdio com o mesmo diretor.

## Faixas
Download digital
1. "Pyro" - 4:10

## Paradas musicais
| Paradas (2011)                 | Melhor posição |
| ------------------------------ | -------------- |
| Alemanha Media Control AG      | 54             |
| Bélgica Ultratop 50 (Flandres) | 42             |
| Bélgica Ultratop 40 (Valônia)  | 47             |
| Suécia Singles Chart           | 75             |
| UK Singles Chart               | 69             |
| Billboard Alternative Songs    | 16             |
| Billboard Rock Songs           | 30             |